# カール・ハック
カール・ハック（Karl Hack, 1892年6月15日-死亡日不明）は、オーストリアの長距離走の選手だった。彼は、1912年の夏季オリンピックでマラソンに出場した。

## 参照資料
1. ↑  “Karl Hack Olympic Results”. sports-reference.com. 2012年10月5日閲覧。